# Pouvrai
Pouvrai är en kommun i departementet Orne i regionen Normandie i nordvästra Frankrike. Kommunen ligger i kantonen Bellême som tillhör arrondissementet Mortagne-au-Perche. År 2022 hade Pouvrai 103 invånare.

## Befolkningsutveckling
Antalet invånare i kommunen Pouvrai
| Referens: INSEE |